# H ZETT M
H ZETT M（エイチ・ゼット・エム、別名：ヒイズミマサユ機、本名：樋泉 昌之〈ひいずみ まさゆき〉、1978年2月12日 - ）は、日本のシンガーソングライター、ピアニスト、キーボーディスト、作曲家、編曲家、音楽プロデューサー。

## 人物
ジャズバンド・PE'Zのキーボーディストだった「ヒイズミマサユ機」、椎名林檎の率いる東京事変第一期の鍵盤奏者としてデビュー曲「群青日和」を手掛けた「H是都M」、ピアノトリオ・H ZETTRIOのピアニスト「H ZETT M」と、いくつもの顔を持つ。

### 演奏スタイル
体全体を使って音を表現するアグレッシブでアクロバティックな鍵盤プレイと、ロックやジャズを軸としながらクラシック、ラテン、ヒップホップなどの素養を感じさせる幅広い音楽性、それらを支える確かな演奏テクニックは多くのファンやアーティストからの支持を得ている。超絶技巧に加え、実験性と高度な芸術性が融合した超人的パフォーマンスは、“無重力奏法”と形容される。

### 影響
中学生の頃は雑誌で紹介される音楽を片っ端から聴いていて、特にTM NETWORK、布袋寅泰、UNICORNなどの日本のロックが好きだった。その頃に音楽教室の先生からチック・コリアやハービー・ハンコックといったジャズの巨匠たちを教えてもらい、ジャズやフュージョンに惹かれていった。高校に進学すると、テクノや打ち込み系、当時流行っていたジャミロクワイやアシッドジャズなどをよく聴いていた。また使用していた機材に入っていたデモ曲も好きで、そこからインスピレーションを受けて作曲することもあった。

## 名義

### ヒイズミマサユ機
PE'Zとしての活動時、及び他のアーティストをサポートする際に使用される。

### H ZETT M
ソロおよびH ZETTRIOでの活動の際に使用される。鼻を青く、瞼を黒く塗った出で立ちをする。またこの名義が誕生して以降は、他のアーティストへの楽曲提供・アレンジ・プロデュース、コラボ活動等は主にこちらで行っている。

### H是都M
東京事変（第一期）での活動において使用された。読み方は「えいちぜっとえむ」。当初、東京事変がまだ椎名林檎のバックバンドだった頃にサポートメンバーとして参加した際はヒーズミ マサユ季の名義を使用していたが、バンドのデビュー宣言にともない変更した。

### HZM
もともとはヒイズミの略称であったが、のちにヒイズミマサユ機の略でも可とした。

### H ZETT Mとヒイズミマサユ機
H ZETT Mとヒイズミマサユ機は同一人物であるが、設定上は「お友達」・「知り合い」であくまで別人だと主張し、同一人物だということをやんわりと否定している。そのため、お互いの作品を宣伝するときには「お友達（知り合い）のH ZETT Mくんが…」「お友達（知り合い）のヒイズミマサユ機くんが…」という言い方をする。また、東京事変時代のバンド名義「H是都M」を名乗っていたときには、まだ別人だという設定はなかった ため、椎名林檎はROCKIN'ON JAPAN誌上でH ZETT Mのことを「ヒイズミ君が…」と発言している。インタビューでH ZETT Mが「ヒイズミという名前がファーストとしてあり、僕はセカンド。本当の自分は多分サード」と表現したこともある。2012年7月のnicoradioでH ZETT Mが「ヒイズミマサユ機ははとこ、H是都Mはいとこ」と発言している。

## 来歴
物心がつく前から自宅にあった足踏みオルガンで遊んでいたが、4歳になってピアノ教室へ通うようになり、小学校の低学年の頃には自分で曲を作るようになる。次に教室にあったエレクトーンに興味を持ち始め、頭の中で思い描いた音のイメージを具体的に再現できる打ち込みにも熱中するようになる。
1992年2月2日、中学2年生で「ジュニアエレクトーンフェスティバル'91」 全日本大会に関東甲信越地区から出場し、自作曲「ILLUSION」を演奏して中学生部門銅賞を受賞した。
高校入試を経て音楽大学の付属高校に進学し、数少ない男子の中でクラシック以外の音楽も好きな人たちと意気投合してバンドを組み、ジャズやフュージョンを中心に演奏し、時々オリジナル曲もやるようになる。
1995年、「G7情報通信関係閣僚会議」（Global Information Infrastructureジュニアサミット）に参加し、世界各国から41名で会議する。
高校を卒業して国立音楽大学作曲科へと進むと、1999年にそこで知り合ったメンバーを中心にPE'Zを結成する（ヒイズミマサユ機名義）。同年10月15日、渋谷の路上を中心にストリートライブを開始する。
2001年
- 2月21日、PE'Zが1stミニアルバム『pe'z』でインディーズ・デビュー。

2002年
- 4月11日、PE'Zが1stミニアルバム『Akatsuki』でメジャー・デビュー。

2003年
- 7月18日、新宿ロフトにてJIGHEADレコ発ライブにシークレットで出演する東京事変にヒーズミマサユ季名義で参加する。
- 8月23日 - 9月27日、椎名林檎実演ツアー「雙六エクスタシー」[注 4] にバックバンド東京事変のメンバーとして出演する。

2004年
- 5月30日、東京事変がデビュー宣言を発表、本格的に活動を開始する。その第1期メンバーとして参加するのにともない、名義をH是都Mへと変更する。
- 9月8日、東京事変が1stシングル「群青日和」でメジャー・デビューする。

2005年
- 1月15日、東京事変がライブ「巻舌 発祥地記念 〜導火線はこちら〜 yokosuka dynamite!」をよこすか芸術劇場にて開催する。
- 1月17日 - 3月16日、「東京事変 live tour 2005"dynamite!"」を開催する。
- 7月1日、PE'Zの活動に専念することを理由に東京事変を脱退するとの声明を発表する。

2007年
- 1月10日、H ZETT M名義で1stアルバム『5+2=11』を発売し、ソロとしてメジャー・デビュー[注 5] する。

2008年
- 2月13日、アルバム『PIANOHEAD』をリリース。リード・トラックは女性アーティストHiro:nとのデュエット「ダイキライ feat.HIRO:N」[8]。
- 映像集団OVER HEADSとタッグを組んだライブ「弾きまくりDESTROY」を最後に、H ZETT M名義での活動を一時休止する。

2009年
- 6月24日、ヒイズミマサユ機として編曲と演奏で参加した椎名林檎のオリジナル・アルバム『三文ゴシップ』がリリースされる。
- 12月10日、ヒイズミマサユ機名義でキーボード・マガジン2010年1月号よりアーティストコラムの連載開始。

2010年
- 2月3日、H ZETT M名義の活動を再開、DVD「弾きまくりDESTROY」を発売する。
- 3月3日、3ピースバンドmimittoがH ZETT M初プロデュース作となるアルバム『3x3=10』をリリース。
- 3月24日、ショパン生誕200周年記念企画のトリビュート・アルバム『JAMMIN’ with CHOPIN 〜トリビュート・トゥ・ショパン〜』に『ポロネーズ第3番イ長調Op.40-1「軍隊」』の演奏で参加する。
- 6月10日、パフォーマンス・シンセサイザーKORG PS60とコラボレーション 。
- 10月17日、台湾でストリート・ゲリラライブを決行し、約1000人の現地観客を集める。その模様はUSTREAM、ニコニコ動画で全世界に生配信された。
- 11月1日、KORGのシンセサイザーPS60とコラボしたアルバム『きらきら☆すたんだーど with PS60』を発売する。

2011年
- 7月15日、台湾で初のホールワンマンライブを行う。
- 10月28日、フジテレビ系列の音楽番組「僕らの音楽」にてBENIと共演し、福山雅治の「桜坂」を演奏した[9]。
- 12月16日、発売開始わずか1分で完売した初のピアノソロコンサート「ピアノ独演会2012」をUSTREAMで生放送[10] する。

2012年
- 4月20日、Men's Fashion Week SINGAPORE 2012にステージアクトとして出演。
- 4月29日、ニコニコ超パーティーに出演。
- 5月5日、フジテレビ系列の音楽番組「ミュージックフェア」にてMs.OOJAと共演し、「Be...」を演奏した[11]。
- 7月15日、「Keyboard magazine Festival 2012」に出演。小室哲哉、nishi-kenとともにシンセサイザー・コンテストの審査員も務めた。
- 10月26日、フジテレビ系列の音楽番組「僕らの音楽」にて小泉今日子と共演し、「優しい雨」を演奏した[12]。

2013年
- 12月4日、H ZETTRIOが1stアルバム『★★★』（三ツ星）をリリース。

2014年
- 11月5日、ヒイズミマサユ機としてレコーディングに参加した椎名林檎のオリジナル・アルバム『日出処』がリリースされ、それに伴いNHK「SONGS」、TBS「COUNT DOWN TV」、テレビ朝日「ミュージックステーション」などの音楽番組にサポートメンバーとして出演[13]。
- 11月29日-12月21日、椎名林檎のアリーナツアー「椎名林檎 林檎博'14 ―年女の逆襲―」に参加。
- 12月31日、椎名林檎のバックバンドのメンバーとして第65回NHK紅白歌合戦に初出演[注 6]。

2015年
- 3月18日、H ZETT Mがレコーディングに参加したtricotのアルバム『A N D』（アンド）がリリース[14]。
- 4月20日、NHK教育番組の「ムジカ・ピッコリーノ」にミスターエイチ役で出演。
- 7月26日、H ZETT Mが「FUJI ROCK FESTIVAL 2015に出演。また椎名林檎のサポートメンバーとしてヒイズミマサユ機も出演。
- 8月1日、「ROCK IN JAPAN FES.2015」に椎名林檎のサポートで参加。
- 8月16日、椎名林檎の台湾公演「（生）林檎博’15 −垂涎三尺−」に参加。
- 9月9日、東京・渋谷公会堂で行われた木村カエラのフリーライブ「GO! SHOW TIME」において、ヒイズミマサユ機としてスペシャルバンドを結成してサポートを務めた[15]。
- 10月14日-12月20日、椎名林檎の全国ツアー「椎名林檎と彼奴等がゆく 百鬼夜行2015」に参加。
- 12月25日、木村カエラのクリスマスワンマンライブにおいて、ヒイズミマサユ機として自身のキーボードとDJとベースの3人によるギターとドラムのいない変則バンドを率いてストリングス隊とともにサポートを務めた[16]。
- 12月31日、椎名林檎のバックバンドのメンバーとして第66回NHK紅白歌合戦に出演。

2016年
- 1月16日にヤマハミュージックメディアよりH ZETT Mピアノスコア第1弾発刊
- 8月21日（現地時間）に行われた2016年リオデジャネイロオリンピックの閉会式で、椎名林檎が音楽監督とスーパーバイザーを務めたリオ五輪から東京五輪への「五輪旗の引き継ぎ式」で流された映像の中で、スーパーマリオがトンネルを通ってブラジルに向かうシーンまでのバックに、H ZETTRIOの楽曲が起用された[17]。
- 10月18日-11月17日、ヒイズミマサユ機が木村カエラの全国ツアー「KAELA presents PUNKY TOUR 2016-2017」の前半戦となるライブハウスツアー「STUDS TOUR supported by クラシエ naive」に参加。
- 10月19日、H ZETT Mが楽曲提供したナンバーを収録した木村カエラのアルバム『PUNKY』がリリース[18]。
- 11月2日、ヒイズミマサユ機がゲストプレイヤーとして参加したNothing's Carved In Stoneのシングル「Adventures」がリリース。15日には彼らのライブ「Live on Novemver 15th」にも出演。

2017年
- 1月15日、ヒイズミマサユ機が「MTV」伝統のアコースティックライブ「MTV Unplugged」に出演する木村カエラのバンドメンバーとして公開収録に参加。
- 1月28日-3月6日、ヒイズミマサユ機が木村カエラの全国ツアー「KAELA presents PUNKY TOUR 2016-2017」の後半戦となるホールツアー「DIAMOND TOUR」に参加。
- 6月7日、H ZETT Mがプロデュースを担当した新しい学校のリーダーズの1stシングル「毒花」がリリース。

2018年
- 1月21日、ヤマハミュージックメディアよりピアノスコア第2弾発刊。
- 3月2日-5月27日、ヒイズミマサユ機が椎名林檎の全国ホールツアー｢ひょっとしてレコ発2018｣に参加。
- 10月20日-11月30日、ヒイズミマサユ機が椎名林檎のアリーナツアー｢ (生)林檎博’18 ―不惑の余裕―｣に参加。

2019年
- 4月12日-4月13日、H ZETT Mが平井堅「Ken's Bar 20th Anniversary Special!! vol.4」にゲスト参加。
- 9月1日、ヒイズミマサユ機がSlow LIVE'19に木村カエラのサポートで参加。
- 9月12日、ヒイズミマサユ機が802 LIVE MASTERS VOL.3に木村カエラのサポートで参加。
- 9月15日、H ZETT MがNew Acoustic Campに木村カエラのサポートで参加。

2021年
- 11月15日、H ZETT MがNothing’s Carved In Stone Special Acoustic Live “Live on November 15th 2021”にゲスト出演。

2023年
- 2月16日、ヒイズミマサユ機がaiko「Love Like Rock Limited vol.2」福岡公演にサポートで参加。
- 7月4日・7月6日、ヒイズミマサユ機がaiko「Love Like Pop vol.23」宮崎・熊本公演にサポートで参加。
- 10月29日、H ZETT Mがプロデュースを務めた新しい学校のリーダーズの東京体育館公演「初アリーナワンマン2023『HAMIDASHITEIKU』」にゲスト出演。

2024年
- 12月6日・12月7日、H ZETT Mが布袋寅泰「LIVE IN BUDOKAN～The HOTEI～“Super Hits & History”」にサポートで参加。

## 所属バンド
- PE'Z（1999年 - 2015年）
- 東京事変（2004年 - 2005年）
- H ZETTRIO（2013年 - 現在）

## 機材

### キーボード
- KORG「NAUTILUS」「KRONOS」「KROSS」「RK-100S 2」「RK-100S」「microKORG」「Grandstage」
- Nord Piano 2
- HOHNER「Clavinet D6」

### エフェクター
- KORG「KAOSS PAD mini-KP」
- BOSS「Loop Station RC30」

### 電源ボックス
- ACOUSTIC REVIVE「RTP-6 ultimate」

### ケーブル類
- ACOUSTIC REVIVEがFW-1.0TR-SF」「USB-1.0PLS」

## エピソード
- 幼少期には自宅に足踏みオルガンがあったことから鍵盤楽器に興味を抱き、クラシックピアノを習い始める。その後エレクトーンも習得した。クラシックピアノ奏者になることを夢見たこともあった。
- 作曲は子どもの頃から行っている[注 7]。
- 国立音楽大学在学中はビッグバンド「ニュータイドオーケストラ」で演奏。
- 東京事変2期メンバーであっぱの伊澤一葉とは同じ大学の友人で、伊澤の事変加入は彼の紹介によるものである。また、伊澤とはバンドを組んでいたが3カ月で解散した。
- 楽曲は8割方譜面に書き、ダンボールに収納している。
- ライブやレコーディングなどでKORG製品を愛用し、機材をステッカーやペイントでデコレーションしている。ファーストシンセはM1、大学時代からはX5D。その後X50、PS60、KROSSにKAOSS PAD mini-KPを上に載せて演奏していた。
- 東京事変として出演したライブ椎名林檎実演ツアー「雙六エクスタシー」や「東京事変 live tour 2005"dynamite!"」では、キーボードとアコースティックピアノを使い分けて披露していた。
- 「PE'Z EN-MUSUBI 2015 FINAL 〜おどらにゃそんそん!〜」 ＠昭和女子大学 人見記念講堂ではNord Piano 2を使用。
- 「椎名林檎と彼奴等がゆく 百鬼夜行2015」ではKORGのKRONOSを使用。
- H ZETT M単独演奏となるピアノソロコンサートでは「独演会」と称し、ピアノ1台を基本としながら、さまざまな機材を駆使し創り上げるトリッキーな世界観はまさに彼独自の演奏スタイルである。
- H ZEET M とスペルを間違われやすくTwitter上では@の後にスペースをあけ、間違えた人に通知がいかないように度々訂正を行っている[注 8]。
- 2010年、映像作家UGICHIN（ウギチン）と、「世界中の子どもたちにピアノと映像で音楽の楽しさを伝えたい」というコンセプトのもと、クラウドファンディングを活用した「BRICK&GLORY」というプロジェクトを立ち上げている。

## ディスコグラフィ

### オリジナル・アルバム
|     | リリース日    | タイトル                 | 規格   | 備考                   | 販売生産番号   |
| --- | ------------- | ------------------------ | ------ | ---------------------- | -------------- |
| 1st | 2007年1月10日 | 5+2=11                   | CD     | 通常盤                 | BVCR-11101     |
| 1st | 2007年1月10日 | 5+2=11                   | CD+DVD | 初回生産限定盤         | BVCR-18089     |
| 2nd | 2008年2月13日 | PIANOHEAD                | CD     | 通常盤                 | BVCR-11116     |
| 2nd | 2008年2月13日 | PIANOHEAD                | CD+DVD | 初回生産限定盤         | BVCR-18119/20  |
| 3rd | 2012年1月18日 | 未来の音楽               | 2CD    | ピアノオンリーアルバム | APPR-3003/4    |
| 4th | 2013年1月9日  | 魔法使いのおんがく       | 2CD    | ピアノオンリーアルバム | APPR-3005/6    |
| 5th | 2017年6月21日 | 共鳴する音楽             | 2CD    | ピアノオンリーアルバム | APPR-3014/15   |
| 6th | 2021年9月15日 | 記憶の至福の中に漂う音楽 | 2CD    |                        | APPR-3018/3019 |

### コンセプト・アルバム
|     | リリース日    | タイトル                              | 規格   | 備考                       | 販売生産番号 |
| --- | ------------- | ------------------------------------- | ------ | -------------------------- | ------------ |
| 1st | 2010年11月1日 | きらきら☆すたんだーどwith PS60        | CD     | PS60で演奏した楽曲を収録   | APPR-2006    |
| 2nd | 2011年7月20日 | きらきら☆すたんだーど2 〜ぷれみあむ〜 | CD     |                            | APPR-2009    |
| 3rd | 2012年7月25日 | 3D-PIANO ANIME Theater!               | CD     | アニメソングのカバーを収録 | DPCA-1006    |
| 4th | 2013年6月19日 | 4D-PIANO ANIME Theater!               | CD     | アニメソングのカバーを収録 | DPCA-1009    |
| 5th | 2013年6月19日 | H ZETT M feat. 初音ミク               | CD+DVD | ボカロオリジナル曲を収録   | APPR-3009/10 |
| 6th | 2014年5月7日  | BRICK&GLORY                           | CD+DVD |                            | APBG-2001/2  |

### 配信限定シングル
| 発売日        | タイトル                     |
| ------------- | ---------------------------- |
| 2022年5月18日 | Very Good / saru vs H ZETT M |
| 2022年6月8日  | Silence in Tokyo             |

### DVD
| リリース日    | タイトル                                                                                 | 備考                                                                              | 販売生産番号 |
| ------------- | ---------------------------------------------------------------------------------------- | --------------------------------------------------------------------------------- | ------------ |
| 2008年2月13日 | ピアノイズ・イン・オオサカ                                                               | 特殊パッケージ仕様                                                                | APDV-0006    |
| 2010年2月3日  | 弾きまくりDESTROY                                                                        |                                                                                   | APDV-0009    |
| 2012年5月10日 | 「ピアノ独演会2012」♪Ustream document                                                    |                                                                                   | APDV-0010    |
| 2013年1月9日  | ピアノ独演会-夏の陣-追加公演 2012.8.23@成城ホール                                        | 2012年12月13日・20日開催の 「ピアノリサイタル-師走の舞-」両会場にて先行販売された | APDV-0011    |
| 2017年1月13日 | ピアノ独演会2016 八十八鍵秋の陣 2016.09.28 at 草月ホール                                 | 会場限定発売                                                                      |              |
| 2017年5月5日  | ピアノ独演会2017 新年弾き初めの陣 2017.01.13 at おおぶ文化交流の杜 allobu こもれびホール | 会場限定発売                                                                      |              |
| 2017年9月24日 | ピアノ独演会2017 新しい季節の陣 2017.04.01 at 福生市民会館 もくせいホール                | 会場限定発売                                                                      |              |
| 2018年9月5日  | ピアノ独演会2018 春の共鳴の陣 2018.3.14 at 紀尾井ホール                                  | Amazon限定商品                                                                    | AZRD-1012    |
| 2019年11月3日 | ピアノ独演会2019 春 - 東京オペラシティの陣                                               | 会場限定発売                                                                      | APDV-0030    |
| 2020年11月3日 | ピアノ独演会2019冬 大阪クリスマスSPの陣 2019.12.24 at 大阪市中央公会堂                   | 会場限定発売                                                                      | APDV-0032    |
| 2023年1月25日 | 映画「silence in TOKYO sightseeing during COVID-19 in 2020」                             | 音楽と演奏パフォーマンスで参加                                                    | FBAV-005     |

## 楽曲提供・プロデュース・演奏参加
| アーティスト                   | 収録 | 曲名 | リリース日 | 名義                     | 備考                                         |
| ------------------------------ | --- | --- | ---------- | ------------------------ | -------------------------------------------- |
| AUN J クラシック・オーケストラ | アルバム『響 〜THE SOUNDS OF JAPAN 〜』 | M4 Geometric Life（feat. H ZETT M） | 2019/6/12  | H ZETT M                 | 作曲（共作）・Piano                          |
| AUN J クラシック・オーケストラ | アルバム「環ル森（めぐるもり）〜Sustainable Forest〜」 | M8 FOREST | 2021/3/24  | H ZETT M                 | 作曲（共作）・Piano                          |
| ASIAN KUNG-FU GENERATION       | シングル『今を生きて』 | M2 ケモノノケモノ | 2013/2/20  | H ZETT M                 | Piano                                        |
| 新しい学校のリーダーズ         | シングル『毒花』 | M1 毒花 M2 ワカラナイ | 2017/6/7   | H ZETT M                 | 作曲・プロデュース・Piano                    |
| 新しい学校のリーダーズ         | シングル『キミワイナ'17』 | M1 キミワイナ'17 M2 SNS24時 | 2017/10/25 | H ZETT M                 | 作曲・プロデュース・Piano                    |
| 新しい学校のリーダーズ         | アルバム『マエナラワナイ』 | M1 席替ガットゥーゾ M2 キミワイナ'17 M3 恋の遮断機 feat.H ZETTRIO M4 ワカラナイ M5 zzz M6 毒花 M7 SNS24時 M8 透明ガール（H ZETT M edit ver.） M9 最終人類 M10 ピロティ                      | 2018/3/21  | H ZETT M                 | 作曲・プロデュース・Piano                    |
| 新しい学校のリーダーズ         | シングル『狼の詩』 | M1 狼の詩 M2 雨夜の接吻 | 2018/8/29  | H ZETT M                 | 作曲・プロデュース・Piano                    |
| 新しい学校のリーダーズ         | アルバム『若気ガイタル』 | M1 試験前夜 M2 迷えば尊し M3 まさ毛カンナヴァーロ M4 恋ゲバ M5 雨夜の接吻 M6 ストリッパーに栄光を M7 狼の詩 M8 チラチラミー〜試験当日〜 M9 透明ボーイ M10 楽園にて、わたし地獄 M11 知りたい | 2019/3/6   | H ZETT M                 | 作曲・プロデュース・Piano                    |
| 新しい学校のリーダーズ         | EP『一時帰国』 | M6 乙女の美学 M7 踊る本能001 | 2023/4/12  | H ZETT M                 | 作曲・プロデュース・Piano                    |
| 新垣結衣                       | アルバム『そら』 | M10 そら | 2007/12/5  | H ZETT M                 | 作曲                                         |
| イズミカワソラ                 | アルバム『イズミカワソラトリビュートアルバム 〜タイムカプセル〜』 | M2 あかね色 | 2018/2/14  | H ZETTRIO                | 編曲・Piano                                  |
| ウォルピスカーター             | 配信シングル『THE JOURNEY HOME』 | THE JOURNEY HOME | 2018/8/1   | H ZETT M                 | 作曲・Piano                                  |
| S-KEN                          | アルバム『Tequila the Ripper』 | M5 HEY! TAXI! AMIGO! M10 泥水の中で泳ぐ鮫たち | 2017/3/22  | ヒイズミマサユ機         | Piano                                        |
| おかあさんといっしょ           | 2015年4月のうた | おひさまーち | 2015/4     | H ZETT M                 | 編曲・Piano                                  |
| 香取慎吾                       | アルバム「東京SNG」 | M2 こんがらがって | 2022/4/13  | H ZETT M                 | 作曲・Piano                                  |
| 岸谷香                         | アルバム『PIECE of BRIGHT』 | M1 49thバイブル M2 Kiss&Kiss M7 Rhapsody In White M11 Dump it! | 2016/5/25  | H ZETT M                 | Piano                                        |
| 木村カエラ                     | シングル『EGG』 | M2 SHOW TIME M3 オバケなんてないさ | 2015/9/2   | H ZETT M                 | 編曲・Piano・キーボード                      |
| 木村カエラ                     | アルバム『PUNKY』 | M2 僕たちのうた M9 PUNKY M10 BOX | 2016/10/19 | H ZETT M                 | 作曲・Piano                                  |
| 木村カエラ                     | アルバム『PUNKY』 | M1 There is love M4 THE SIXTH SENSE M5 オバケなんてないさ M6 SHOW TIME M8 恋煩いの豚 | 2016/10/19 | ヒイズミマサユ機         | Piano・キーボード                            |
| 木村カエラ                     | シングル『HOLIDAYS』 | M3 Just A Girl（Live at MTV Unplugged） | 2017/5/10  | ヒイズミマサユ機         | Piano                                        |
| 木村カエラ                     | DVD/BD『KAELA presents PUNKY TOUR 2016-2017 "DIAMOND TOUR" & MTV Unplugged : Kaela Kimura』 | | 2017/6/28  | ヒイズミマサユ機         | サポートメンバー                             |
| 木村カエラ                     | ミニアルバム『ZIG ZAG』 | M4 おはようSUN | 2020/3/4   | ヒイズミマサユ機         | Piano                                        |
| 木村カエラ                     | ミニアルバム『ZIG ZAG』 | M4 Continue（初回限定盤DVD） | 2020/3/4   | H ZETT M                 | サポートメンバー                             |
| Cradle Orchestra               | アルバム『ReConstruction Series』 | M8 Follow This feat.HOCUS POCUS | 2011/9/7   | H ZETT M                 | Remix                                        |
| クレモンティーヌ               | アルバム『Cle（クレ）』 | M10 Melinda | 2003/6/4   | hzm                      | 作曲・プロデュース                           |
| 椎名林檎                       | DVD『Electric Mole』 | | 2003/8/23  | ヒーズミマサユ季         | サポートメンバー                             |
| 椎名林檎                       | アルバム『三文ゴシップ』 | M1 流行 | 2009/6/24  | ヒイズミマサユ機         | 編曲・Wurlitzer                              |
| 椎名林檎                       | アルバム『日出処』 | M3 走れゎナンバー | 2014/11/5  | ヒイズミマサユ機         | Clavinet                                     |
| 椎名林檎                       | DVD/BD『(生)林檎博'14 ―年女の逆襲―』 | | 2015/3/18  | ヒイズミマサユ機         | サポートメンバー                             |
| 椎名林檎                       | シングル『長く短い祭/神様、仏様』 | M1 長く短い祭り M2 神様、仏様 | 2015/8/5   | ヒイズミマサユ機         | Wurlitzer・ Clavinet ・Piano                 |
| 椎名林檎                       | DVD/BD『椎名林檎と彼奴等がゆく 百鬼夜行2015』 | | 2017/5/31  | ヒイズミマサユ機         | サポートメンバー                             |
| 椎名林檎                       | アルバム『逆輸入 〜航空局〜』 | M7 おとなの掟 M8 名うての泥棒猫 M9 華麗なる逆襲 | 2017/12/6  | ヒイズミマサユ機         | Piano・Clavinet ・Wurlitzer                  |
| 椎名林檎                       | DVD/BD『椎名林檎と彼奴等の居る真空地帯』 | | 2018/11/21 | ヒイズミマサユ機         | サポートメンバー                             |
| 椎名林檎                       | DVD/BD『椎名林檎(生）林檎博'18 - 不惑の余裕 -』 | | 2019/5/1   | ヒイズミマサユ機         | サポートメンバー                             |
| 椎名林檎                       | アルバム『三毒史』 | M5 どん底まで M8 長く短い祭り M9 至上の人生 M5 クロール M10 急がば回れ | 2019/5/27  | ヒイズミマサユ機         | Clavinet・Wurlitzer・Piano・Synthesizer・Vox |
| 椎名林檎                       | アルバム『ニュートンの林檎 〜初めてのベスト盤〜』 | M1 浪漫と算盤 LDN ver.(Disc 1) M1 公然の秘密（Disc 2） | 2019/11/13 | ヒイズミマサユ機         | Piano・Clavinet                              |
| 椎名林檎                       | BUCK-TICKトリビュート・アルバム『PARADE III〜RESPECTIVE TRACKS OF BUCK-TICK〜』 | M9 唄 | 2020/1/29  | ヒイズミマサユ機         | Clavinet                                     |
| 東京事変                       | シングル『群青日和』 | M1 群青日和 | 2004/9/8   | H是都M                   | 作曲・キーボード                             |
| 東京事変                       | アルバム『教育』 | M2 群青日和 M6 現実に於て M8 サービス | 2004/11/25 | H是都M                   | 作曲・Piano・キーボード                      |
| 東京事変                       | アルバム『教育』 | M1 林檎の唄 M3 入水願い M4 遭難 M5 クロール M7 現実を嗤う M9 駅前 M10 お祭り騒ぎ M11 母国情緒 M12 夢のあと                                                                                  | 2004/11/25 | H是都M                   | Piano・キーボード                            |
| 東京事変                       | DVD『Dynamite in』 | | 2005/7/13  | H是都M                   | Piano・キーボード・出演                      |
| 東京事変                       | DVD『Dynamite out』 | | 2005/8/17  | H是都M                   | Piano・キーボード・出演                      |
| 東京事変                       | アルバム『東京コレクション』 | M12 スーパースター M13 群青日和 M14 夢のあと | 2012/2/15  | H是都M                   | Piano・キーボード                            |
| 東京事変                       | アルバム『深夜枠』 | M7 心 M10 ダイナマイト M11 その淑女（をんな）ふしだらにつき M12 顔 | 2012/8/29  | H是都M                   | Piano・キーボード                            |
| 東京事変                       | DVD/BD『珍プレー好プレー』 | | 2012/8/29  | H是都M                   | Piano・キーボード・出演                      |
| シド                           | アルバム『承認欲求』 | M2 Blood Vessel | 2019/9/4   | H ZETT M                 | PIano                                        |
| GILLE                          | アルバム『I AM GILLE. 3 〜70's&80's J-POP〜』 | M10 年下の男の子 | 2014/4/9   | H ZETTRIO                | 編曲・Wurlitzer                              |
| ★STAR GUiTAR                   | アルバム『Schrodinger's Scale』 | M1 echoes feat. H ZETT M | 2014/9/10  | H ZETT M                 | Piano                                        |
| ★STAR GUiTAR                   | アルバム『Wherever You Are』 | M3 Child's replay feat. H ZETT M | 2015/12/9  | H ZETT M                 | Piano                                        |
| SMORGAS                        | アルバム『NEUBLU』 | M3 IT'S SHOW TIME | 2018/2/7   | H ZETT M                 | Piano                                        |
| 赤飯                           | アルバム『SEKIHAN〜許諾出たベスト〜』 | M15 magnet（アコースティックver.） | 2015/9/16  | H ZETT M                 | 編曲・Piano                                  |
| 高橋瞳                         | シングル『プールサイド』 | M1 プールサイド M2 私の少女 | 2011/7/27  | H ZETT M                 | 作曲・Piano                                  |
| 高橋瞳                         | シングル『プールサイド』 | M3 KURAGE-DROP | 2011/7/27  | H ZETT M                 | 編曲・Piano                                  |
| 高橋瞳                         | アルバム『PICORINPIN』 | M10 お天気雨 | 2011/9/28  | H ZETT M                 | 作曲・Piano                                  |
| でんぱ組.inc                   | シングル『W.W.D II』（初回限定REMIX盤） | M3 W.W.D II（H ZETT M Remix） | 2013/10/2  | H ZETT M                 | Remix                                        |
| でんぱ組.inc                   | シングル『おやすみポラリスさよならパラレルワールド』 | M1 おやすみポラリスさよならパラレルワールド | 2018/4/4   | H ZETT M                 | 作曲・Piano                                  |
| でんぱ組.inc                   | アルバム『ワレワレハデンパグミインクダ』 | M9 おやすみポラリスさよならパラレルワールド M10 太陽系観察中生命体 | 2019/1/1   | H ZETT M                 | 作曲・Piano                                  |
| でんぱ組.inc                   | アルバム『DEMPARK!!!』 | M3 ゆらめく空中戦 | 2022/7/20  | H ZETT M                 | 作曲・Piano                                  |
| Doughnuts Hole                 | 配信シングル『おとなの掟』 | おとなの掟 | 2017/2/7   | ヒイズミマサユ機         | Piano                                        |
| tricot                         | アルバム『A N D』 | M7 ぱい〜ん A N D ver. M11 QFF | 2015/3/18  | H ZETT M                 | Piano                                        |
| Nothing's Carved In Stone      | シングル『Adventures』 | M1 Adventures | 2016/11/2  | ヒイズミマサユ機         | Piano                                        |
| 中島愛                         | シングル『Bitter Sweet Harmony』 | M3 悲しみと共に | 2018/8/1   | H ZETT M                 | 作曲・Piano                                  |
| Nemotroubolter                 | アルバム『ネモトラボルタ1』 | M3 49口径 | 2008/10/29 | ヒイズミマサユ機         | Piano                                        |
| 林原めぐみ                     | シングル『薄ら氷心中』 | M1 薄ら氷心中 | 2016/2/3   | ヒイズミマサユ機         | Piano                                        |
| Bamboo Flute Orchestra         | アルバム『SHAKUHACHI』 | M6 ABC M7 SCATMAN | 2016/9/28  | H ZETTRIO                | Piano                                        |
| hiro:n                         | アルバム『Waht's up?! I'm good.Thanks!!』 | M12 music!! | 2010/10/6  | H ZETT M                 | Remix                                        |
| 藤原さくら                     | アルバム『à la carte』 | M1 Walking on the clouds M5 We are You are | 2015/3/18  | H ZETT M                 | Piano・Wurlitzer                             |
| 藤原さくら                     | アルバム『good morning』 | M2 かわいい M7 BABY | 2016/2/17  | H ZETT M                 | Piano・ Organ                                |
| 藤原さくら                     | アルバム『PLAY』 | M1 My Way M5 赤 M11 SPECIAL DAY | 2017/5/10  | H ZETT M                 | Piano・Wurlitzer                             |
| 藤原さくら                     | アルバム『SUPERMARKET』 | M11 BPM | 2020/10/21 | H ZETT M                 | Piano                                        |
| PE'Z                           | リミックスアルバム『PE'Z COLOR Vol.0 ZERO』 | M11 NANPU DOU | 2009/10/21 | H ZETT M                 | Remix                                        |
| majiko                         | アルバム『AUBE』 | M4 スープの日 | 2018/3/7   | H ZETT M                 | 作曲・Piano                                  |
| majiko                         | シングル『ひび割れた世界』 | M3 エスケイパー | 2018/7/4   | H ZETT M                 | 作曲・Piano                                  |
| majiko                         | アルバム『MAJIGEN』 | M3 Sacrifice | 2020/3/4   | H ZETT M                 | 作曲・Piano                                  |
| 松たか子                       | アルバム『明日はどこから』 | M2 おとなの掟 | 2017/12/6  | ヒイズミマサユ機         | Piano                                        |
| まらしぃ                       | シングル『まらフェス2022』 | M2 saru vs H ZETT M | 2022/6/15  | H ZETT M                 | Piano                                        |
| 蜜                             | シングル『パープルスカイ』 | M2 自殺ウサギ | 2012/10/3  | H ZETT M                 | Piano                                        |
| 蜜                             | アルバム『eAt me!』 | M5 ロイヤルノンタイトル | 2012/11/7  | H ZETT M                 | Wurlitzer・Syn bass                          |
| 美波                           | 配信シングル『グッドラッカー』 | グッドラッカー | 2022/11/11 | H ZETT M                 | Piano                                        |
| mimitto                        | アルバム『3x3=10』 | M1 プラトニカ | 2010/3/3   | H ZETT M                 | 作曲・プロデュース                           |
| mimitto                        | アルバム『Y!E!S!』 | M1 メッセージ M2 道 M3 夜あけ前 M4 ああ無常 M5 ショベル M6 RESTART M7 花 | 2011/9/14  | H ZETT M                 | 作曲・プロデュース                           |
| mimitto                        | アルバム『N!O!』 | M2 夢 M3 さよなら M4 て M6 CALL ME M7 シモバシラ | 2012/2/8   | H ZETT M                 | 作曲・プロデュース                           |
| MIYAVI                         | アルバム『SAMURAI SESSIONS vol.1』 | M5 MIYAVI vs H ZETT M “PLEASURE！” | 2012/11/14 | H ZETT M                 | Piano                                        |
| ROCO                           | アルバム『カラフルファンファーレ』 | M4 メロディアーチ | 2006/8/2   | hzm                      | 作曲                                         |
| ROCO                           | アルバム『ハミングクローバー』 | M3 カメレオンパレード | 2009/5/27  | hzm                      | 作曲                                         |
| オムニバス                     | アルバム『JAMMIN’ with CHOPIN〜トリビュート・トゥ・ショパン〜』 | M8 ポロネーズ第3番イ長調Op.40-1「軍隊」 | 2010/3/24  | H ZETT M                 | Piano                                        |
| オムニバス                     | アルバム『ムジカ・ピッコリーノ メロトロン号の仲間たち』 | M5 トルコ行進曲 / モーツアルト | 2015/11/25 | H ZETT M                 | Piano                                        |
| オムニバス                     | アルバム『KARENT presents Winterland’s Anthology feat. 初音ミク』 | M7 Starduster (H ZETT M Remix) / Remixed by H ZETT M | 2017/1/25  | H ZETT M                 | Remix                                        |
| オムニバス                     | アルバム『GET WILD SONG MAFIA』 | M10 Get Wild | 2017/4/5   | H ZETT M                 | Piano                                        |
| サウンドトラック               | アルバム『アニメ「幼女社長」オリジナルサウンドトラック』 1. アタックオン 2. 導入+オフィスの日常+のんびり 3. 契約書破れそう！+ピンチ！ 4. クレーマー対応 5. のんびり 6. 大人のオフィス 7. 強制消灯+怒り 8. たぬざベス2号のテーマ 9. 感動+社員思いの社長 10. コンポタおじさんのテーマ+寂しい 11. がんばろう 12. ガルシアのテーマ 13. 悪代官のテーマ 14. ガルシアピンチ 15. おつかい 16. ドタバタ 17. 面接遅れそう 18. いい雰囲気の夕方 19. 太リーマンのテーマ 20. BBQ 21. キズナが二人に芽生える 22. プロフェッショナル 23. 丹龍斎のテーマ 24. なじむ誘拐ピンチ 25. たぬザベス3号のテーマ 26. ドタバタ締め | 2021/4/14 | H ZETT M   | プロデュース・作曲・編曲 |                                              |

## ライブ

### イベント
- 2010年
  - 10月17日:台湾ストリートライブ[21]
- 2011年
  - 8月13日:RISING SUN ROCK FESTIVAL 2011 in EZO[22]
  - 9月29日:exPOP!!!!!（mimitto VS H ZETT M名義）[23]
  - 12月29日:HINATABOCCO[24]
- 2012年
  - 2月19日:EMI ROCKS 2012（雅-MIYAVI-出演時のスペシャルゲスト）[25]
  - 4月20日:Men's Fashion Week SINGAPORE 2012[26]
  - 4月29日:ニコニコ超パーティー
  - 6月13日:HINATABOCCO[27]
  - 7月15日:Keyboard magazine Festival 2012[注 12]
  - 8月3日:本当に飛び出す! 3D-PIANO nicofarre Theater[28]
  - 8月18日:SUMMER SONIC 2012 大阪SONIC STAGE[29]
  - 10月28日:MIX UP NIGHT EX2012
  - 11月2日:DIET BUTCHER SLIM SKIN 10th Anniversary Party
- 2013年
  - 5月22日 - 26日:大西洋レストラン（舞台）
  - 7月28日:JOIN ALIVE
  - 9月13日:4D-PIANO LIVE Theater!ライブ 下北沢GARDEN
- 2015年
  - 7月19日:札幌CITY JAZZ 市役所西側会場にてシークレットLIVE
  - 7月26日:FUJI ROCK FESTIVAL '15
- 2018年
  - 2月7日:SMORGAS 21th ANNIVERSARY 「NEUBLU TOUR」
- 2021年
  - 11月15日:Nothing's Carved In Stone Special Acoustic Live "Live on November 15th 2021"
- 2022年
  - 6月19日:まらフェス2022
- 2024年
  - 3月17日:ありがとう道新ホール 沖仁フラメンコギターコンサート guest H ZETT M

## 劇伴

### アニメ
- 幼女社長 第1期（2021年、むじなカンパニー） - 音楽担当

### 短編映画
- silence in TOKYO（2022年11月30日） - 音楽と演奏パフォーマンスで参加[注 13]

## 出演
ラジオ
- H ZETT M〜HAPPY SATURDAY NIGHT〜（2014年4月6日 - 、FM NORTH WAVE/Love FM）※2局ネットプログラム、毎週土曜日 23:00 - 24:00[注 14]

テレビ
- ムジカ・ピッコリーノ 第3シリーズ「メロトロン号編」（2015年4月17日、NHK Eテレ） - 「たたく？」回に“メロトロン号の乗組員・ミスターエイチ”として
- シャキーン!（2018年11月8日、2019年2月24日・25日、NHK Eテレ）「H ZETT M」として「サウンドファイターズ」のコーナーに出演

## 書籍
- Keyboard Magazine Artist Book ヒイズミマサユ機 (PE'Z) × H ZETT M（2013年2月6日発売、リットーミュージック）
- ピアノソロ H ZETT M（2016年1月16日発売、ヤマハミュージックメディア）
- ピアノソロ H ZETT M 2（2018年1月21日発売、ヤマハミュージックメディア）
- H ZETT M ピアノ独演会読本（2020年2月6日発売、リットーミュージック）